# 난키시라하마 공항
난키시라하마 공항(일본어: 南紀白浜空港, IATA：SHM - ICAO：RJBD)은 일본 와카야마현 니시무로군 시라하마정에 위치한 공항이다. 제3종 공항이다.

## 운항 노선

### 국내선
| 항공사   | 목적지       |
| -------- | ------------ |
| 일본항공 | 도쿄(하네다) |